# Zwartkeeltandkwartel
De zwartkeeltandkwartel (Odontophorus dialeucos) is een vogel uit de familie Odontophoridae. De wetenschappelijke naam van de soort is voor het eerst geldig gepubliceerd in 1963 door Alexander Wetmore.

## Voorkomen
De soort komt voor in het oosten van Panama en het noordwesten van Colombia.

## Beschermingsstatus
Op de Rode Lijst van de IUCN heeft de soort de status niet bedreigd.